# Senato consulente
Il Senato consulente fu uno degli organi governativi più importanti del Regno d'Italia napoleonico, investito di funzioni consultive, legislative e di controllo, che esercitò dal 1809 al 1814.

## Storia
Il Senato consulente fu istituito con lo statuto costituzionale del 20 dicembre 1807 in sostituzione del precedente Consiglio dei consultori, parte del Consiglio di Stato.
L’organizzazione e le competenze del Senato vennero poi delineate con il sesto statuto costituzionale del 21 marzo 1808, che ne stabiliva anche i componenti.
Il Senato consulente fu comunque prima di tutto un organo di rappresentanza, dove l’adesione alla volontà superiore fu sempre pressoché completa mentre del tutto assente rimase al suo interno ogni dibattito politico.
Durante la campagna d'Italia del 1813-1814 il Senato ebbe un ruolo centrale nella fine del Regno, provocata dal rifiuto dell'assemblea di riconoscere Eugenio di Beauharnais come sovrano titolare del Regno d'Italia in sostituzione dell'abdicante Napoleone, facendo di conseguenza fallire i tentativi del viceré di far sopravvivere il regno italico.
L’esistenza del Senato si chiuse il 25 maggio 1814, quando venne dichiarato soppresso con proclama del conte Bellegarde, commissario plenipotenziario per le province del cessato Regno d’Italia.

## Composizione e membri
Secondo il sesto statuto costituzionale del 21 marzo 1808 erano membri del Senato:
- i principi maggiorenni della famiglia reale;
- i grandi ufficiali della corona;
- le massime cariche religiose dello stato, ossia l'arcivescovo di Milano, il patriarca di Venezia, gli arcivescovi di Bologna, Ravenna e Ferrara;
- i “benemeriti cittadini nominati dal re, quanti in ragione di otto per ogni milione d’abitanti corrispondono alla popolazione del Regno”: il sovrano ne sceglieva due di ciascun dipartimento, “uno dei quali sopra liste dei tre collegi elettorali”;
- i quattro consiglieri di stato consultori che passavano di diritto a far parte del Senato.

La presidenza del Senato spettava al sovrano, che, in sua vece, poteva eccezionalmente designare un grande ufficiale della corona; nominava tuttavia annualmente un presidente ordinario, al quale competeva la convocazione dell’istituto dietro ordine del re o su richiesta di qualche commissione senatoria o di singoli senatori ufficiali. 
Il Senato aveva un cancelliere, un tesoriere e due pretori “nominati dal re per sei anni sopra una lista tripla” presentata dallo stesso Senato.
I senatori dovevano avere 40 anni compiuti e non potevano decadere dall’incarico, il quale era peraltro compatibile con quello di ministro o di direttore generale. Le sessioni del Senato erano segrete e per essere legittime vi dovevano partecipare più di metà dei membri.

### Membri
La nomina dei senatori venne decretata da Napoleone il 19 febbraio 1809.
A fare parte del Senato consulente, secondo quanto stabilito nel sesto statuto costituzionale, furono allora designati innanzitutto i principi della casa reale Eugenio di Beauharnais, viceré d’Italia, Giuseppe Bonaparte, re di Spagna e delle Indie, Luigi Bonaparte, re d’Olanda, e Girolamo Bonaparte, re di Vestfalia; vi erano poi i grandi ufficiali della corona Francesco Melzi d'Eril, Antonio Codronchi, Antonio Litta, Giuseppe Fenaroli e Carlo Caprara, l’arcivescovo di Milano, Giovanni Battista Caprara, quello di Bologna, Carlo Oppizzoni, e quello di Ferrara, conte Paolo Fava Ghisleri, il patriarca di Venezia e gli ex consultori di stato Moscati, Paradisi, Costabili Containi e Guicciardi.
Sulle liste dei candidati presentati dai Collegi elettorali (il Collegio dei possidenti ne indicava due per dipartimento, mentre uno soltanto a testa spettava a quelli dei dotti e dei commercianti), furono allora nominati altri 24 membri, uno per ogni dipartimento (Marco Alessandri, Leopoldo Armaroli, Giovanni Barisan, Sebastiano Bologna, Agostino Bruti, Antonio Camerata, Alessandro Carlotti, Luigi Castiglioni, Federico Cavriani, Arborio Di Breme, Daniele Felici, Cinzio Frangipane, Leonardo Giustiniani, Giacomo Lamberti, Lucrezio Longo, Luigi Massari, Francesco Mengotti, Francesco Peragalli, Girolamo Polcastro, Pietro Sgariglia, Carlo Testi, Leonardo Thiene, Giuseppe Vidoni, Alessandro Volta).
Nel decreto si annunciava infine che l’apertura del Senato era prevista per il successivo primo aprile e che in tale occasione il viceré avrebbe ricevuto il giuramento dei 41 senatori “ed esercitato in assenza del re le altre sue attribuzioni” (decreto 19 febbraio 1809).
Altri 16 senatori vennero nominati con decreto reale 10 ottobre 1809. Si trattava dei ministri Antonio Veneri, Giovanni Bovara e Giuseppe Prina, dell’arcivescovo di Urbino Spiridione Berioli, del vescovo di Novara Vittorio Filippo Melano, dei professori Barnaba Oriani e Simone Stratico, dei consiglieri di stato Luigi Porro Lambertenghi e Carlo Verri, di Filippo Ercolani, dei prefetti Marco Serbelloni e Alvise Mocenigo, del capitano della guardia d’onore Giovanni Martinengo, del cavaliere d’onore della regina Tommaso Condulmer, del provveditore generale della Dalmazia Vincenzo Dandolo e del generale Pasquale Antonio Fiorella (decreto 10 ottobre 1809 c).
Nel 1810 divennero poi senatori il gran giudice ministro della giustizia Giuseppe Luosi (decreto 7 febbraio 1810) e l’atesino Sigismondo Moll (decreto 23 dicembre 1810).
Cancelliere del Senato fu il conte Diego Guicciardi.

## Competenze
Il Senato consulente mantenne le competenze del soppresso Consiglio dei consultori aggiungendone di nuove.
Ad esso dovevano essere innanzitutto presentati i progetti di statuti e di leggi; sui primi il Senato deliberava a scrutinio segreto e alla pluralità di due terzi dei voti, mentre tutte le altre deliberazioni erano prese a maggioranza assoluta. Spettava poi al Senato la registrazione degli statuti costituzionali, delle leggi, dei titoli accordati dal re e dei maggioraschi e allo stesso dovevano essere comunicati, prima della loro pubblicazione, i trattati di pace, di alleanza, di commercio, le dichiarazioni di guerra, le convenzioni relative alla cessione o al cambio di qualche parte del territorio e i conti dei ministri. Sopra taluni progetti di legge il Senato poteva presentare al re le sue osservazioni e dietro commissione del sovrano poteva pronunziarsi sulla costituzionalità degli atti dei collegi elettorali, su ricorsi per eccesso o abuso della giurisdizione ecclesiastica, sulla rimozione di giudici inamovibili. Ogni anno il Senato era inoltre autorizzato a presentare al re le sue osservazioni sul conto dei ministri e a comunicargli i bisogni e voti della nazione.
All’interno del Senato venne istituita una Commissione della libertà individuale, per reprimere gli abusi relativi alla libertà civile; un certo numero di senatori doveva poi formare un’Alta corte reale, residente nel palazzo del Senato. Due senatori erano inoltre ammessi nel consiglio privato del re per gli affari di grazia.